# Melicope peduncularis
Melicope peduncularis är en vinruteväxtart som först beskrevs av Léveill&é, och fick sitt nu gällande namn av Thomas Gordon Hartley och Benjamin Clemens Masterman Stone. Melicope peduncularis ingår i släktet Melicope och familjen vinruteväxter. Inga underarter finns listade i Catalogue of Life.